# Sofonia
Sofonia (fl. VII secolo a.C.) è stato un profeta ebreo antico, venerato dalla Chiesa cattolica come santo e ricordato il 3 dicembre.

## Biografia
Egli fu un profeta biblico minore, autore dell'omonimo libro dell'Antico Testamento, che operò al tempo di Giosia, re di Giuda, cioè fra il 640 ed il 609 a.C.
Di lui non si sa quasi nulla. L'etimologia del nome è: Colui che Dio protegge (o nasconde).
Il suo libro inizia in un modo del tutto inconsueto, elencando cioè la genealogia dell'autore fino alla quarta generazione:
(Libro di Sofonia, 1, 1)
Da questi primi versetti si deduce il periodo in cui visse e profetizzò. Avendo un suo antenato il nome Ezechia, si potrebbe pensare che Sofonia discendesse dal re Ezechia, il che è possibile cronologicamente, ma non dimostrabile. Dato che viene chiamato "Figlio dell'Etiope", si può presumere che egli fosse di origine straniera ma, in base alla genealogia, di ascendenza ebraica, anzi giudaica.  Sofonia si trovò a predicare ad un popolo che aveva abbandonato il rispetto della legge mosaica e in esso si erano diffusi culti pagani, mutuati dagli assiri e dai cananei.